# Mispila apicalis
Mispila apicalis là một loài bọ cánh cứng trong họ Cerambycidae.